# Ichthyophis monochrous
Ichthyophis monochrous är en groddjursart som först beskrevs av Pieter Bleeker 1858.  Ichthyophis monochrous ingår i släktet Ichthyophis och familjen Ichthyophiidae. IUCN kategoriserar arten globalt som otillräckligt studerad. Inga underarter finns listade i Catalogue of Life.